# Gasarara (periodiskt vattendrag i Burundi, Muramvya)
Gasarara är ett periodiskt vattendrag i Burundi.   Det ligger i provinsen Muramvya, i den centrala delen av landet, 50 kilometer öster om huvudstaden Bujumbura.
Omgivningarna runt Gasarara är en mosaik av jordbruksmark och naturlig växtlighet. Runt Gasarara är det tätbefolkat, med 411 invånare per kvadratkilometer.